# Холтице
Холтице (чеш. Choltice) је насељено мјесто са административним статусом варошице (чеш. městys) у округу Пардубице, у Пардубичком крају, Чешка Република.

## Становништво
Према подацима о броју становника из 2014. године насеље је имало 1.067 становника.